# Wavel Ramkalawan
Wavel Ramkalawan (* 15. března 1959 Mahé) je seychelský kněz a politik. Od 26. října 2020 zastává úřad seychelského prezidenta.
Pochází z rodiny obráběče kovů a učitelky, jeho předkové přišli na Seychely z Biháru. Vystudoval teologii na Univerzitě v Birminghamu a v roce 1985 byl vysvěcen na anglikánského kněze. V roce 1990 ve svém rozhlasovém kázání kritizoval vládnoucí seychelský režim. Založil opoziční skupinu Parti Seselwa, s níž se v roce 1992 zúčastnil prvních svobodných voleb v zemi, avšak získal pouze čtyři procenta hlasů. Pak se spojil s dalšími odpůrci prezidenta France-Alberta Reného a v roce 1994 založil Seychelskou národní stranu (Seychelles National Party), hlásící se k liberálnímu středu.
Od roku 1998 byl Ramkalawan vůdcem opozice v seychelském parlamentu. V letech 2001, 2006, 2011 a 2015 kandidoval na prezidenta, pokaždé skončil na druhém místě. Teprve v roce 2016 získala jeho koalice Linyon Demokratik Seselwa poprvé parlamentní většinu. Prezidentské volby v říjnu 2020 Ramkalawan vyhrál se ziskem 54,9 % hlasů. Bylo to poprvé v dějinách nezávislých Seychel, kdy došlo k předání moci ústavní cestou.